# ナチュラル (漫画)
『ナチュラル』（natural）は、麻生いずみによる日本の漫画。

## 概要
1989年から1991年まで『マーガレット』（集英社）にて連載された、モデルを題材にした漫画である。単行本は全9巻。2010年には朝日新聞出版から漫画文庫として全4巻で復刻した。
主人公の宮原直が、自分を捨てた母（峰京子）に対して憎しみと憧れを抱きつつ、世界的ショー・モデルとして成功するまでを描く。
新連載に何をやるのか？ を担当編集者と打ち合わせた際、当時は女性アイドルが衰退していたので、芸能界の漫画を描きたいと希望したところ、編集者から却下された上、ファッションモデルの話に変更された、という経緯を経て、本作は描かれた。麻生自身は流行に疎かったので、この作品では描き分けの方に集中したと語っている。

## ストーリー
基本的に対決の連続で話が進行する。
| コミックス | マーガレット掲載号                              | エピソード                                                    | 対決相手                                  |
| ---------- | ----------------------------------------------- | ------------------------------------------------------------- | ----------------------------------------- |
| 1          | 1989年 No.1 - No.5                              | 序章                                                          |                                           |
| 1          | 1989年 No.1 - No.5                              | 『Misty』（ミスティ）モデル編                                 | 河合ユキ・田中裕美 中村千矢子・谷本かおり |
| 2          | 1989年 No.6 - No.11                             | アナベル化粧品キャンペーン・ガール Misty編                    | 篠崎美花・村居真沙美 RIE・杉山はるな      |
| 3          | 1989年 No.12 - No.17                            | アナベル化粧品キャンペーン・ガール Misty編                    | 篠崎美花・村居真沙美 RIE・杉山はるな      |
| 3          | 1989年 No.12 - No.17                            | アナベル化粧品キャンペーン・ガール 雑誌・モデル部門編         | 日野ゆり子・吉川孝子 栗原絵実・高林貴美子 |
| 4          | 1989年 No.18 - No.23                            | アナベル化粧品キャンペーン・ガール 雑誌・モデル部門編         | 日野ゆり子・吉川孝子 栗原絵実・高林貴美子 |
| 5          | 1989年 No.24 - 1990年 No.5                      | アナベル化粧品キャンペーン・ガール 雑誌・モデル部門編         | 日野ゆり子・吉川孝子 栗原絵実・高林貴美子 |
| 5          | 1989年 No.24 - 1990年 No.5                      | アナベル化粧品キャンペーン・ガール モデル部門対タレント部門編 | 藤田愛美                                  |
| 6          | 1990年 No.6 - No.12                             | アナベル化粧品キャンペーン・ガール モデル部門対タレント部門編 | 藤田愛美                                  |
| 7          | 1990年 No.13 - No.18                            | アナベル化粧品キャンペーン・ガール モデル部門対タレント部門編 | 藤田愛美                                  |
| 7          | 1990年 No.13 - No.18                            | 紫宝堂（しほうどう）モデル編                                  | 青山ジョージ・藤田愛美                    |
| 8          | 1990年 No.19 - No.22 1990年 No.24 - 1991年 No.2 |                                                               |                                           |
| 8          | 1990年 No.19 - No.22 1990年 No.24 - 1991年 No.2 | 峰京子対決編                                                  | 峰京子                                    |
| 9          | 1991年 No.3･4合併 - No.9                        | 終章・世界進出編                                              |                                           |

## 登場人物
宮原 直（みやはら すなお）
本作の主人公。年齢15歳、身長174cm、体重50kg→16歳、175cm、48kg→177cm、50kg、東京都出身の血液型B型。家庭よりも仕事を選んだ母（峰 京子）を憎んでいた。中等部3年間連続トップのガリ勉。演劇部に所属するも、裏方ばかりの活動をしていた。「峰京子の娘」と呼ばれる事を激しく嫌悪する。ある時、卒業生を送る会の『ロミオとジュリエット』のロミオの代役として引っ張り出され、スポットライトを浴びることの心地よさに目覚める。
モデルになる前は、進学校に通っている事で渡辺から「灰色の脳細胞色」とモデルには向かないと称される。しかし学校の友人とのライブ、クラシックなどのコンサート、美術館鑑賞、ジャズダンス他で自分を磨き上げている。軽いO脚という欠点も持っていたが、村居真沙美との対決前に、青山との会話でエクササイズで綺麗になりつつあるという言葉があった。モデルになる前は制服以外でスカートは穿いた事が無かった。
青山 譲二（あおやま じょうじ）
青山ジョージとして、男性モデル界のトップだった男。渡辺一行に仕事を奪われ、小さなモデル事務所の代表となっている。直の恋の相手。
峰 京子（みね きょうこ）
直の母。世界的なショー・モデルにして紫宝堂（化粧品会社）専属モデル。「周囲の才能を吸い取り、より美しく咲く花」と言われる。
藤田 愛美（ふじた まなみ）
直の後輩。身長150cm。幼少時から峰京子のようなショー・モデルに憧れていたが、身長が伸びず、強いコンプレックスを抱いていた。アイドルタレントに転身し、二度に渡り、直と対決するが、いずれも敗れる。
直の父
T大学教授。直は“オヤジ殿”と呼ぶ。出番は比較的あるが、最後まで名前が出なかった。峰との離婚原因は解っていないが、女優で峰とは友人であった野々宮和子からは、出会ったときのエピソードで飾らない人であった事と電撃結婚をするほどの仲だった程度であり、父からは「峰京子は母親として失格だが、モデルとしては立派」、別れた時の「峰の心情は穏やかではなかったと思う」、RIEが峰に怯えている事に「峰京子という人はそんなに恐ろしい人物だろうか？」と峰を悪く言っていない。後にRIEと再婚。RIEが惚れた理由は看護された時に素敵だった事と知的とダンディーでお腹が出ていない事から。 朝日新聞出版『ナチュラル 4 COFFEE BREAK 4杯目』で、宮原 直喬（みやはら なおたか）という名前が公表された。
渡辺 一行（わたなべ かずゆき）
オフィスTAKAGI所属モデル。直に対して挑発的な言葉を投げかける。また、ある交通事故がもとで青山譲二を憎んでいる。背中に大きな火傷痕を持つ。
ルナ
青山オフィスの先輩。後に青山譲二から事務所を引き継ぐ。
河合 ユキ（かわい ユキ）
166cm、42kg。強気で勝ち気なモデル。直に対してもきつい言葉をあびせる。
木島（きじま）
芸能業界ナンバーワンのアーク・プロダクションの社員。アーク・プロダクションはショー・モデルを手がけない主義だが、直を騙して、いわゆる二世タレントとして売り出そうとする。
荒木（あらき）
『Misty』誌の編集者。最初は有名になりたい一般のモデルと同様にアーク・プロダクションを薦めたが、直がショーモデルとして目指していた事で、オフィス青山を紹介する。ミス・アナベルのミスティ編で既に第1回の投票後にアナベル宣伝部長に第1回で8位になった篠崎美花より直の方が面白いと薦め、篠崎と直の対決を御膳立てし第2回の参加を勝ち取る切っ掛けとなった人物でもある。
アナベル化粧品の宣伝部長
作品中、本名は記述されていない人物で、部長か宣伝部長としか呼ばれていない。ミス・アナベルの発表から青山ジョージとミス・アナベルになった愛美のCMまで登場する。雑誌・モデル部門のMisty誌では杉山との対決時に登場する上に初めから杉山はるなを代表と考えていたが、杉山との対決で直が良くなって行くうちに「生きたモデル」と褒めている。Misty誌の杉山と直が同票だったので、杉山を独自に選んだが、杉山の意外な行動で直がMisty誌代表として選出された。タレント部門の代表藤田との対決後、実際の勝者は直だったが、渡辺が「直は峰京子の娘」と多人数に公表した事で、上から「紫宝堂の峰と直では直の方が格が下。その上会社と製品も格下のイメージになりかねる」という理由で愛美になったと語るが、「今回の事で直を落とした上司達を見返す程のモデルになって欲しい」と言う言葉を述べていた。
村井真沙美（むらい まさみ）
164cm、42kg。アナベルのミスティ部門の初回相手。スカートをメインとした服の対決。しかし渡辺曰く「美脚」。スタッフからは「エレガント」と言われるほどの女性。
RIE（リエ）
170cm、50kg。仕事も私生活も自由奔放な女性。元・バレエの天才児であったがトウシューズで爪先立ちすると190cmにもなる為に身体的な挫折をし、陸上選手（走り高跳び）に転じるも、ヒザを故障しモデルとなる。アナベルのミスティ部門での「身体の線を強調する服」での直との対決以降、若い頃のモデル写真を持つほどのファンでもある青山に会う為に、雑誌モデル部門の予選時に杉山と観覧、プロモーションビデオ撮影時に友人達と参加と、モデル・仲間でもあり友人としては直と最も長い付き合いになる。性格は何があってもめげないポジティブであるが、海外で峰京子と仕事で一緒になったあと“こわくなり”、身体と心を荒らしてしまう。数日後には元気で戻り、後に看病をしてくれた“オヤジ殿”に惚れ、直の義母となる。
杉山 はるな（すぎやま はるな）
166cm、43kg。『Misty』誌人気ナンバーワンのモデル。女子大生。「ポーズをつける精密な機械」「トマトしか食べない」と噂される。本番ではカメラマンの細かい注文に素早く応える杉山の評価が高く、直には不利という状態であった。しかし、RIEから「午前11時に化けの皮が剥がれる」と言うアドバイスが与えられた。直は杉山が本気を出して圧倒的な強さを見せつけると思っていたが、実際は色白が災いした杉山は日焼けにより肌の炎症を起こしてしまう。「化けの皮が剥がれる」とはそのことだった。さらに直が自然な振る舞いのままカメラマンとのテンポが合っていくうちに綺麗にポーズを取っている杉山が「逆に不健康」に見えるとスタッフからも言われてしまう。日焼けを冷ましている時、杉山は両親から受け継いだ肥満体質のため極度の食事制限をしている事と、肥満体だった中学生時代の写真を大切に持ち歩いている事を直に語る。杉山は中学生時代にある異性を好きな事が沢山の人にばれてしまった上、「ブタに好かれると迷惑」などの陰湿な言葉を浴びせられた事を告白する。杉山はその強いコンプレックスをモデル活動にぶつけていたのだ。その直後に直も「捨てた母、峰京子を超えたい」と告白をする。撮影中「自然児」として振舞っていた直が暑気アタリで倒れた後、荒木から「進学校に通う青白き秀才」という事も明かされる。決勝の投票結果、杉山が勝利した。実際は同数票だったのでミスティ側の判断で杉山に決めたのだが、それを知った杉山がその場で直に投票するという予想外の行動を起こす。後に雑誌・モデル部門にもRIEと一緒に登場する。
日野 ゆり子（ひの ゆりこ）
19歳、179cm、49kg。五誌代表『フォーリン』代表。元・ミス日本。お嬢様育ちのため、物事に対しての執着心が希薄。
吉川 孝子（よしかわ たかこ）
16歳、166cm、44kg。五誌代表『ル=ル』代表。3歳の頃からモデルの仕事をしている。ステージママに対して反感を抱いている。
栗原 絵実（くりはら えみ）
18歳、165cm、42kg。五誌代表『ラ・モード』代表。感情や表情の引き出しが豊富。元・ヤンキー。
高林 貴美子（たかばやし きみこ）
16歳、172cm、48kg。五誌代表『エム』代表。ブラジルから出稼ぎに来ている日系三世。本名：アリシア・貴美子・高林。燃えるような情熱を持つ。
ヒロ・川口（ヒロ・かわぐち）
“メイクアップの魔術師”とも呼ばれる世界的メイクアップアーティスト。いわゆる、「心が女性の男性」で、青山譲二と直の関係に嫉妬心を抱く。直がオーディションに挑む姿を見て力添えをするようになる。
夏川 真生（なつかわ まお）
世界的ロック・スター。先に愛美の方からオファーがあったが、以前青山が夏川の結婚式に花屋が沢山の赤い薔薇の花を贈った借りと数日前に愛美が故意ではないが蹴って倒した夏川のギターを直が元に戻した上に、リボンをつけたお礼に直のプロモーションビデオに曲を提供することになる。プロモーションビデオでも音楽だけではなく自宅も撮影場所として提供している。妻らしき人もいるが、花束で顔が隠されている、後ろ姿だけ、頭と手だけの出演。『光の伝説』の集英社漫画文庫の文庫のみ追加された「おまけのぺーじ」漫画で同一キャラクターである事が判明した。
小林 里佳子（こばやし りかこ）
直のプロモーションビデオ監督として売り込みに訪れた女性。助監督時代では得られなかった正当な評価を望む。
内藤（ないとう）
紫宝堂社員。青山譲二と懇意。紫宝堂が峰を前面に推した宣伝が多い為に、峰京子から脱したい為に新作商品や紫宝堂、初の健康飲料水のモデルを直にしたり広告代理店をかえるなど、紫宝堂の中では革新的なタイプである。
野々宮 和子（ののみや かずこ）
元モデルのベテラン女優。初代ミスアナベルであり、ミス・アナベルキャンペーンの際の審査員も務める。若い頃の峰京子を知る人物。峰京子と直の父の出会いと結婚までを直に語る。
石動 喬（いするぎ たかし）
カメラマン。峰京子の写真を撮り続けている。峰と対決前に、対策の参考に美容院を抜け出して見に行き、ここで峰京子の“歴史”を直に話す。その後、峰の写真を見て「この時はこうだった」だろうと言う言葉を聞いて「何故、知っているのか？」と驚かせている。第1話で直が蹴った峰の写真ポスターの撮影者でもある。
リッカルド
最終話でイタリアンブランド「ジャンニーノ」の若き総帥となる男。初対面の時から、直に好意を抱いていた。
ジョルジオ
最後に登場する直とリッカルドの息子。渡辺から「大霊界で浮気をしたのか？」リッカルドから「将来はデザイナーになれるかも」というほど、ある人物に似ていると言われた。
直の父とRIEの子供
最後に登場する直の兄妹で双子の男子と女子。作品中名前の記述はされていない。後述の文庫版・ナチュラル 4 「COFFEE BREAK 4杯目」では軽い将来が文章のみ記載されている。

## 文庫版・ナチュラル 4 「COFFEE BREAK 4杯目」で名前が明かされた人物
『ナチュラル』本編は東京コレクションで終わるが、漫画文庫化された際、巻末に「COFFEE BREAK」という名称で裏話などが追加されている。4巻目では作品の20年後が作者の想像で紹介されている。
流花（るか）
直とリッカルドの娘。
渡辺 京子（わたなべ きょうこ）
渡辺一行と再婚した峰京子。
渡辺 右京、左京（わたなべ うきょう、さきょう）
渡辺一行と峰京子の双子の息子。直の弟にあたる。さらに前述の直の父とRIEの子供込みで直には下の兄妹が双子と言う事に。
宮原 直喬（みやはら なおたか）
上記の「直の父」。
宮原リエ（みやはら リエ）
元・芸名RIE。宮原直喬が再婚した妻。

## 書籍情報
- 集英社＜新書版＞
  - ナチュラル 1（1989年6月28日）
  - ナチュラル 2（1989年10月30日）
  - ナチュラル 3（1990年1月30日）
  - ナチュラル 4（1990年3月28日）
  - ナチュラル 5（1990年6月30日）
  - ナチュラル 6（1990年11月27日）
  - ナチュラル 7（1991年1月30日）
  - ナチュラル 8（1991年6月30日）
  - ナチュラル 9（1991年8月28日）
- 朝日新聞出版＜文庫版＞
  - ナチュラル 1（2010年8月6日 ISBN 978-4-02-269025-8）
  - ナチュラル 2（2010年8月6日 ISBN 978-4-02-269028-9）
  - ナチュラル 3（2010年10月7日 ISBN 978-4-02-269029-6）
  - ナチュラル 4（2010年10月7日 ISBN 978-4-02-269030-2）